# Gardanta
Gardanta (en georgiano: გარდანთა; en ruso: Гуджабаури) es un pueblo que pertenece a la parcialmente reconocida República de Osetia del Sur, parte del distrito de Tsjinval, aunque de iure pertenece al municipio de Kurta de la región de Iberia Interior de Georgia.

## Geografía
Gardanta se encuentra en el lado derecho del río Gran Liajvi, a 3 km de Tsjinvali. La aldea se administra desde el pueblo de Dzari. 

## Historia
De 1922 a 1990, formó parte del distrito de Tsjinval del óblast autónomo de Osetia del Sur. De 1990 a 2006, formó parte del raión de Kareli y, desde 2006, forma parte del municipio de Kurta. 